# Se piangi se ridi/Più di te
Se piangi, se ridi/Più di te è il 66° singolo di Mina, pubblicato a febbraio del 1965 su vinile a 45 giri dall'etichetta Ri-Fi, anticipa l'album Studio uno del mese seguente.

## Il disco
La copertina e la grafica (di Romano Vitale) sono le stesse utilizzate per l'album Studio Uno, in cui saranno inseriti i due brani.
Ne esiste una versione non in vendita, in esclusiva per i jukebox.
Sempre nel 1965 è stato pubblicato in Giappone (Fontana Records FON-1044) con entrambi i titoli tradotti e cantati in giapponese.
Arrangiamenti, orchestra e direzione orchestrale di Augusto Martelli.

## I brani

### Se piangi, se ridi
Cover della canzone vincitrice del Festival di Sanremo 1965, scritta da Roberto Satti e cantata alla manifestazione dallo stesso, in arte Bobby Solo, e dai Minstrels.
Mina la propone dal vivo a Studio uno (prima puntata dell'edizione 1965, trasmessa il 13 febbraio) in una fantasia di canzoni, Se piangi, se ridi/L'amore ha i tuoi occhi/Le colline sono in fiore/Amici miei/Io che non vivo (senza te) dedicata a quell'ultima edizione della popolare manifestazione sanremese. L'intera sequenza di questi brani (5:46) è reperibile sul CD Signori... Mina! vol. 4 del 1993; il video del solo frammento (1:18) di Se piangi, se ridi si trova nel DVD Gli anni Rai 1962-1965 Vol. 9, inserito in un cofanetto monografico di 10 volumi pubblicato da Rai Trade e GSU nel 2008.
Subito dopo Mina la incide in questo singolo.
Nella sesta puntata (20 marzo 1965) dello stesso spettacolo, Mina canta ancora il brano, in un medley (Mia, Pinocchio, Se piangi, se ridi) in cui duetta con Marcello Mastroianni. Il filmato musicale di questa esibizione (4:26) è contenuto nel DVD Gli anni Rai 1965-1966 Vol. 8.
Nel 1965, Mina la incide anche in:
- spagnolo, titolo Si lloras, si ríes e testo di Ray Cristian, per la raccolta España, mi amor... (1992)[5]
- giapponese, titolo Kimi ni namida to hohoemi wo e testo di Kazumi Yasui, per l'antologia Mina in the world (2000).

### Più di te
Adattamento del brano I Won't Tell, scritto dal produttore e compositore statunitense Bob Crewe e dal pianista Bob Gaudio (che suonava nel gruppo The Four Seasons, lanciato dallo stesso Crewe), cantato in lingua originale da Tracey Dey nel 1964.
Il testo in italiano è di Antonietta De Simone, già autrice della celeberrima Nessuno (1959), incisa da Mina ai suoi esordi come "urlatice".
A maggio del 1965, sarà usato, ancora come lato B, nella ristampa del singolo Brava.

## Tracce
Lato A
1. Se piangi, se ridi – 2:38 (testo: Mogol – musica: Bobby Solo, Gianni Marchetti; edizioni musicali Fama)

Lato B
1. Più di te (I Won't Tell) – 2:47 (testo: Antonietta De Simone – musica: Bob Gaudio, Bob Crewe; edizioni musicali Rias)